# Jane Digby

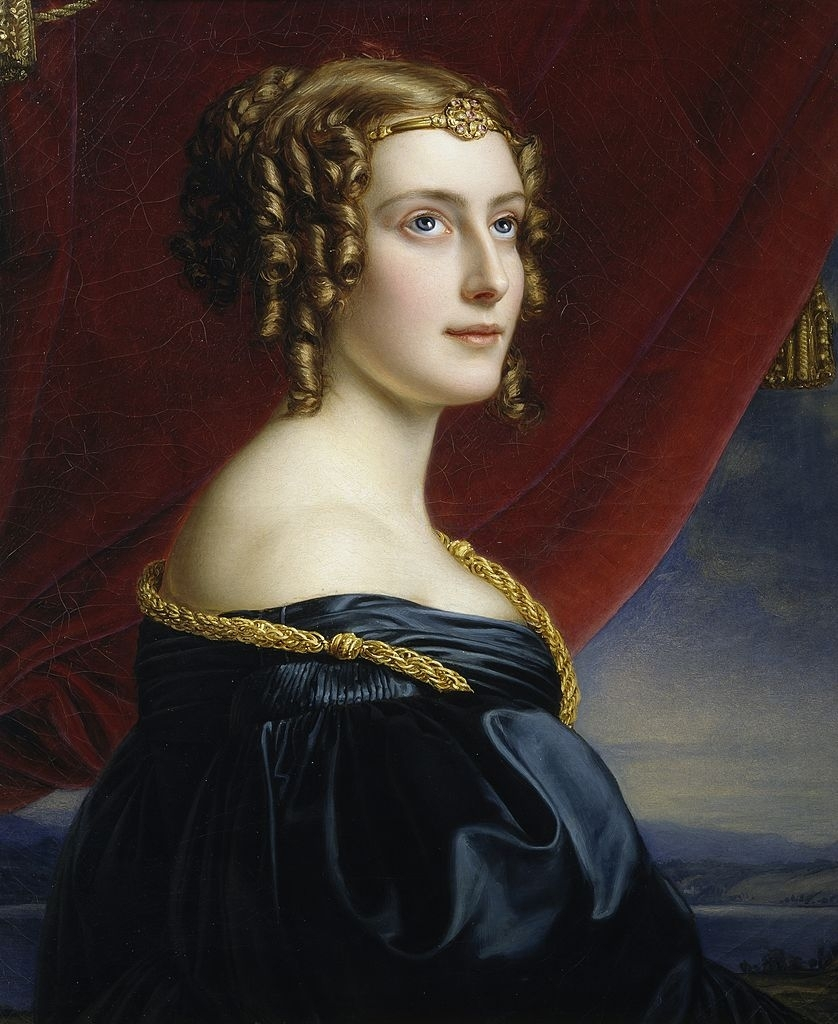
Jane Digby, pictură de Joseph Karl Stieler, 1831

Jane Elizabeth Digby, Lady Ellenborough (3 aprilie 1807 – 11 august 1881) a fost o aristocrată engleză care a trăit o viață scandaloasă, plină de aventuri romantice. A avut patru soți și mulți iubiți, inclusiv regele Ludwig I al Bavariei, fiul său, regele Otto al Greciei, omul de stat Felix Schwarzenberg și un general albanez. A murit la Damasc, Siria, ca soție a arabului Sheikh Medjuel el Mezrab, care era cu 20 de ani mai tânăr decât ea.

## Familie
Jane Elizabeth Digby s-a născut la Casa Forston, în apropiere de Minterne Magna, Dorset la 3 aprilie 1807, ca fiică a amiralului Henry Digby și a Lady Jane Elizabeth născută Coke, o frumusețe recunoascută. 
Tatăl ei a participat la Bătălia de la Trafalgar sub comanda amiralului Nelson în funcția de căpitan al navei HMS Africa. Bunicul matern al lui Jane Digby a fost Thomas Coke, Conte de Leicester. Pamela Churchill Harriman (nora lui Winston Churchill) a fost stră-strănepoata lui Jane Digby.

## Căsătorii, scandaluri, aventuri

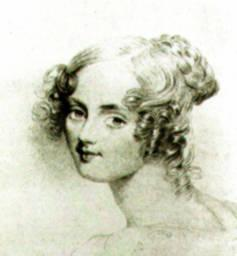
Jane Digby - Portret pictat în 1824 de un artist necunoscut

Considerată promiscuă pentru timpul în care a trăit, ea s-a căsătorit prima dată cu Edward Law, Conte de Ellenborough la 15 octombrie 1824. În 1842 soțul ei a va deveni Guvernator General al Indiei. La momentul căsătoriei, Jane a fost descrisă ca fiind înaltă, cu o siluetă perfectă, o față frumoasă, părul blond, ochii mari și de culoare albastru-închis și gene lungi. Jane și Edward au avut un fiu, Arthur Dudley, care a murit în copilărie.
După o aventură cu vărul ei, George Anson (despre care se crede că a fost tatăl biologic al fiului ei), și cu Felix Schwarzenberg, un om se stat austriac, ea a divorțat de Lordul Ellenborough în 1830. Acest lucru a provocat un scandal considerabil la momentul respectiv; Jane a fost nevoită să părăsească Anglia și să trăiască la Paris cu Schwarzenberg. Jane a avut doi copii cu Felix: o fiică, Mathilde "Didi" (născută la 12 noiembrie 1829 și crescută de sora lui Felix), la Basel, Elveția, și un fiu, Felix, (născut în decembrie 1830), care a murit la doar câteva săptămâni după nașterea sa.
Apoi ea s-a mutat la Munchen și a devenit amanta regelui Ludwig I al Bavariei, însă a avut un fiu, Heribert, cu baronul bavarez Karl von Venningen, cu care s-a măritat în 1832 într-o căsătorie de conveniență. Heribert s-a născut la 27 ianuarie 1833 la Palermo, Sicilia unde Jane a locuit o vreme cu soțul ei.
Curând ea și-a găsit un nou iubit în contele grec Spiridon Theotokis. Venningen a aflat și l-a provocat la duel pe Theotokis, pe care l-a rănit dar, generos, și-a eliberat soția de căsătorie, a avut grijă de copiii ei și i-a rămas prieten. Jane s-a căsătorit cu Theotokis și s-au mutat în Grecia. A devenit amanata regelui Otto al Greciei, care era al doilea fiu al unuia dintre amanții ei precedenți, regele Ludwig al Bavariei. Căsătoria cu Theotokis s-a încheiat prin divorț după moartea fiului lor de 6 ani, Leonidas.
A urmat o aventură cu un erou al revoluției grecești, generalul Hristodoulos Hadzipetros. L-a părăsit după ce a descoperit că a fost infidel.

## Viața în Siria
La vârsta de patruzeci și șase de ani, Jane a călătorit în Orientul Mijlociu unde s-a îndrăgostit de șeicul Abdul Medjuel Mezrab (de asemenea, cunoscut sub numele de Shaikh Mijwal). Deși era cu douăzeci de ani mai tânăr decât ea, cei doi s-au căsătorit sub legea musulmană iar ea și-a luat numele de Jane Elizabeth Digby el Mezrab. Mariajul a fost unul fericit și a durat până la decesul ei, 28 de ani mai târziu. 
Jane a adoptat rochiile arabe, a învățat araba în plus față de cele opt limbi pe care le vorbea fluent. Jumatate din fiecare an l-a petrecut în stilul nomad, trăind în corturi din păr de capră în deșert, în timp ce în restul timpului a locuit într-o vilă palat pe care ea a construit-o la Damasc.
În ultimii ei ani s-a împrietenit cu Richard Francis Burton și cu soția acestuia, Isabel Burton, în timpul când Burton era consul britanic la Damasc, precum și cu Abd al-Kader al-Jazairi, un proeminent lider al revoluției algeriene, care trăia în exil la Damasc.
A murit de febră și dizenterie la Damasc la 11 august 1881 și a fost înmormântată la cimitirul protestant de acolo, unde mormântul ei poate fi văzut și astăzi.